# Dauborn
Dauborn ist der einwohnerstärkste Ortsteil der Gemeinde Hünfelden im mittelhessischen Landkreis Limburg-Weilburg. Zum Ort gehört auch das weiter südlich gelegene Hofgut Gnadenthal, ein ehemaliges Kloster.

## Geografie

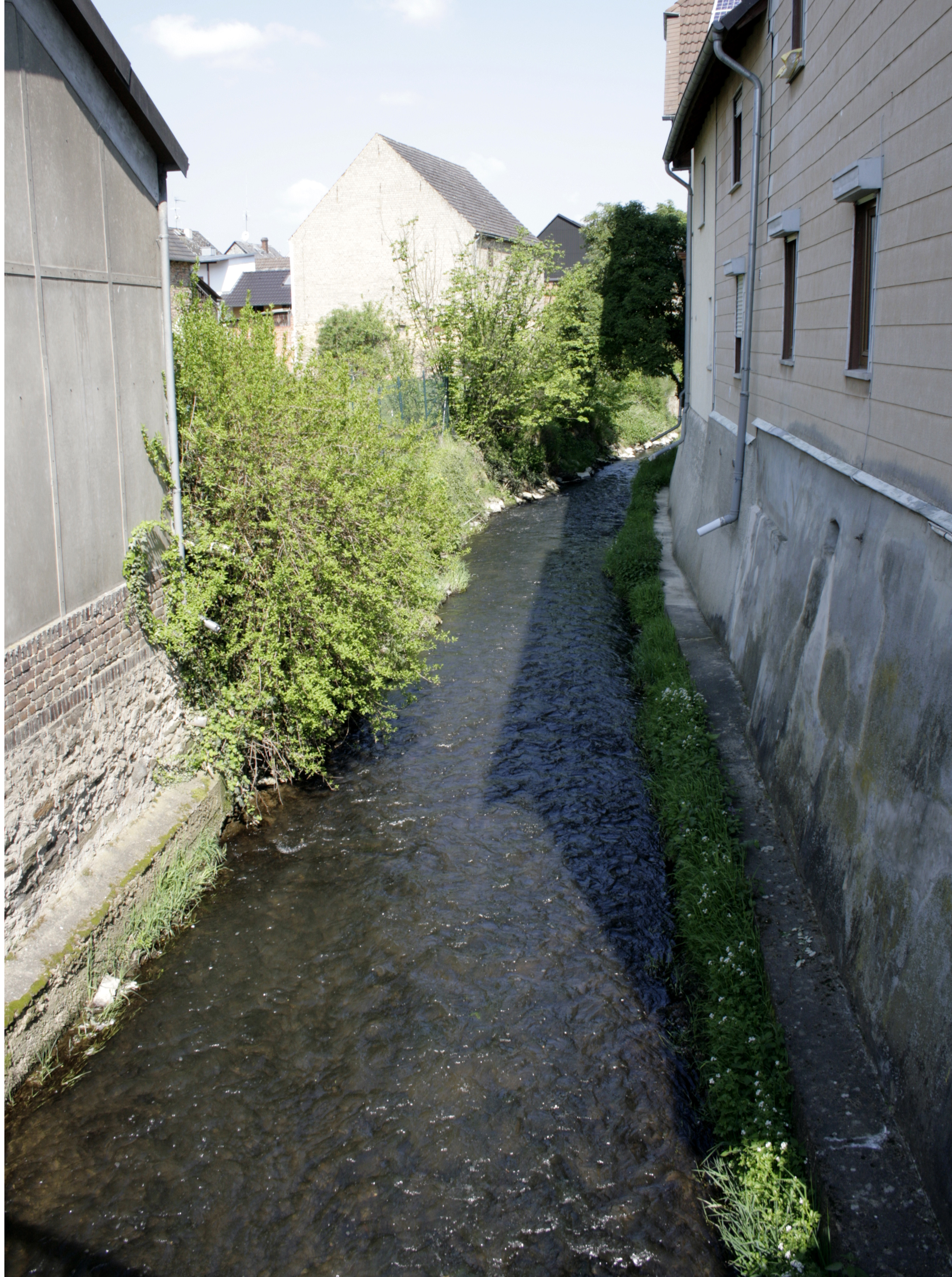
Der Wörsbach im Ortskern

An die annähernd rechteckige, in Nordwest-Südost-Richtung verlaufende Dauborner Gemarkung grenzen von Nordwesten im Uhrzeigersinn die folgenden Ortschaften an: Werschau, Oberbrechen, Niederselters, Oberselters, Erbach, die Kernstadt Bad Camberg, der Ortsteil Beuerbach von Hünstetten im benachbarten Rheingau-Taunus-Kreis, Ohren, der Hünfeldener Verwaltungssitz Kirberg und Neesbach.
Die Gemarkung weist im Süden größere Mischwaldgebiete auf und besteht sonst vor allem aus landwirtschaftlich genutzter Fläche. An der Ostseite verlaufen die A3 und die ICE-Strecke Frankfurt-Köln. Durch die Gemarkung und durch den Ort fließt der Wörsbach nach Nordwesten. Der ebenfalls durch den Ort fließende Spindelbach ist heute größtenteils verrohrt. Vom deutlich eingeschnittenen Wörsbachtal abgesehen, steigt das Gelände nach Osten und insbesondere nach Süden an. Höchster Punkt ist der Kuhborn an der Grenze zu Ohren mit 301 Metern Höhe.
Dauborn liegt im südlichen Limburger Becken, entsprechend der naturräumlichen Gliederung im so genannten Kirberger Hügelland.

## Geschichte
Die ältesten archäologischen Funde in der heutigen Dauborner Gemarkung stammen aus der Jungsteinzeit. Eine dauerhafte Besiedlung kann ab der Zeit der Urnenfelderkultur angenommen werden. Später dürften die in der Nähe verlaufenden Altstraßen Hessenstraße, Hünerstraße und Hohe Straße für die Siedlung bedeutsam gewesen sein. Der Name in seiner ältesten Form Dabornaha geht vermutlich auf das keltische „Dab“ für Sumpf und „aha“ für fließendes Gewässer zurück. Ursprünglich hatte Dauborn den Grundriss eines kleinen Straßendorfs.
Im Jahr 786 erfolgte in einer Schenkungsurkunde der Äbtissin Abba des Klosters Lorsch die älteste bekannte Erwähnung von Dauborn. Das Zisterzienserinnenkloster Gnadenthal (Vallis gratiae) wurde 1235 erstmals erwähnt, Eufingen, das heute mit Dauborn verschmolzen ist, 1271. Zahlreiche Besitzungen und Rechte in Dauborn und Eufingen lagen bei den jeweiligen Besitzern oder Vögten des Klosters Gnadenthal. 1260 schenken Gottfried von Bingen, Peter von Dehrn, Philipp von Virneburg und Gottfried von Eppstein dem Kloster Gnadenthal die Kirche von Dauborn.
Seit der Reformation ist Dauborn mehrheitlich evangelisch. Im Dreißigjährigen Krieg wurden Dauborn und Eufingen nahezu vollständig zerstört. Ab 1670 lebten Juden im Ort.
Am 3. November 1824 wurden das östlich an das alte Dauborn angrenzende Eufingen und der nördlich davon gelegene Ort Neue Herberge, der im 16. Jahrhundert aus einem Gasthof hervorgegangen war, mit Dauborn zusammengeschlossen. Kurz darauf wuchsen die dicht beieinander liegenden Siedlungen zusammen, so dass heute die Übergänge kaum noch zu erkennen sind. Die heute vorhandenen Bauten in den drei historischen Ortskernen stammen größtenteils aus dem 18. und frühen 19. Jahrhundert. Die Anlage von Neubaugebieten im größeren Stil erfolgte ab den 1960er Jahren. In dieser Periode wurden kurz hintereinander die Gebiete „Am Fuchsschwanz“ (Nordosten), „Am Berg“ (Südosten) und „In der Lyk“ (Westen) begonnen, die teilweise bis nach dem Jahr 2000 fortgeführt wurden. Gewerbegebiete entstanden in diesem Zeitraum im Norden und Nordwesten des Orts und zu Beginn der 1990er Jahre erneut im Osten.
Ab den 1960er Jahren entstanden zunächst im Norden und Süden des östlichen Ortsteils (Eufingen) Neubaugebiete, später auch westlich des alten Dauborner Ortskerns.
Hessische Gebietsreform (1970–1977)
Zum 1. Oktober 1971 fusionierte Dauborn im Zuge der Gebietsreform in Hessen mit sechs weiteren bis dahin selbständigen Gemeinden freiwillig zur neuen Gemeinde Hünfelden.
Für die ehemals eigenständigen Gemeinden von Hünfelden wurde je ein Ortsbezirk mit Ortsbeirat und Ortsvorsteher nach der Hessischen Gemeindeordnung gebildet.
Verwaltungsgeschichte im Überblick
Die folgende Liste zeigt im Überblick die Herrschaftsgebiete und Staaten, in denen Dauborn lag, bzw. die Verwaltungseinheiten, denen es unterstand:
- vor 1806: Heiliges Römisches Reich, Fürstentum Nassau-Diez, Amt Dauborn
- ab 1806: Herzogtum Nassau, Amt Dauborn
- ab 1816: Herzogtum Nassau[Anm. 1], Amt Limburg
- ab 1849: Herzogtum Nassau, Kreisamt Limburg[Anm. 2]
- ab 1854: Herzogtum Nassau, Amt Limburg
- ab 1867: Norddeutscher Bund[Anm. 3], Königreich Preußen, Provinz Hessen-Nassau, Regierungsbezirk Wiesbaden, Unterlahnkreis[Anm. 4]
- ab 1886: Deutsches Reich, Königreich Preußen, Provinz Hessen-Nassau, Regierungsbezirk Wiesbaden, Kreis Limburg
- ab 1871: Deutsches Reich, Königreich Preußen, Provinz Hessen-Nassau, Regierungsbezirk Wiesbaden, Kreis Limburg
- ab 1918: Deutsches Reich, Freistaat Preußen, Provinz Hessen-Nassau, Regierungsbezirk Wiesbaden, Kreis Limburg
- ab 1944: Deutsches Reich, Freistaat Preußen, Provinz Nassau, Landkreis Limburg
- ab 1945: Amerikanische Besatzungszone, Groß-Hessen, Regierungsbezirk Wiesbaden, Landkreis Limburg
- ab 1946: Amerikanische Besatzungszone, Hessen, Regierungsbezirk Wiesbaden, Landkreis Limburg
- ab 1949: Bundesrepublik Deutschland, Hessen, Regierungsbezirk Wiesbaden, Landkreis Limburg
- ab 1968: Bundesrepublik Deutschland, Hessen, Regierungsbezirk Darmstadt, Landkreis Limburg
- ab 1971: Bundesrepublik Deutschland, Hessen, Regierungsbezirk Darmstadt, Landkreis Limburg, Gemeinde Hünfelden[Anm. 5]
- ab 1974: Bundesrepublik Deutschland, Hessen, Regierungsbezirk Darmstadt, Landkreis Limburg-Weilburg, Gemeinde Hünfelden
- ab 1981: Bundesrepublik Deutschland, Hessen, Regierungsbezirk Gießen, Landkreis Limburg-Weilburg, Gemeinde Hünfelden

## Bevölkerung
Einwohnerentwicklung
| Dauborn: Einwohnerzahlen von 1834 bis 2018 | Dauborn: Einwohnerzahlen von 1834 bis 2018 | Dauborn: Einwohnerzahlen von 1834 bis 2018 | Dauborn: Einwohnerzahlen von 1834 bis 2018 | Dauborn: Einwohnerzahlen von 1834 bis 2018 |
| --- | ------------------------------------------ | ------------------------------------------ | ------------------------------------------ | ------------------------------------------ |
| Jahr |                                            |                                            |                                            | Einwohner                                  |
| 1834 | 1834                                       |                                            | 1.182                                      | 1.182                                      |
| 1840 | 1840                                       |                                            | 1.250                                      | 1.250                                      |
| 1846 | 1846                                       |                                            | 1.290                                      | 1.290                                      |
| 1852 | 1852                                       |                                            | 1.276                                      | 1.276                                      |
| 1858 | 1858                                       |                                            | 1.299                                      | 1.299                                      |
| 1864 | 1864                                       |                                            | 1.354                                      | 1.354                                      |
| 1871 | 1871                                       |                                            | 1.329                                      | 1.329                                      |
| 1875 | 1875                                       |                                            | 1.246                                      | 1.246                                      |
| 1885 | 1885                                       |                                            | 1.349                                      | 1.349                                      |
| 1895 | 1895                                       |                                            | 1.405                                      | 1.405                                      |
| 1905 | 1905                                       |                                            | 1.418                                      | 1.418                                      |
| 1910 | 1910                                       |                                            | 1.364                                      | 1.364                                      |
| 1925 | 1925                                       |                                            | 1.363                                      | 1.363                                      |
| 1939 | 1939                                       |                                            | 1.360                                      | 1.360                                      |
| 1946 | 1946                                       |                                            | 1.675                                      | 1.675                                      |
| 1950 | 1950                                       |                                            | 1.802                                      | 1.802                                      |
| 1956 | 1956                                       |                                            | 1.681                                      | 1.681                                      |
| 1961 | 1961                                       |                                            | 1.618                                      | 1.618                                      |
| 1967 | 1967                                       |                                            | 1.683                                      | 1.683                                      |
| 1970 | 1970                                       |                                            | 1.666                                      | 1.666                                      |
| 1980 | 1980                                       |                                            | ?                                          | ?                                          |
| 1990 | 1990                                       |                                            | ?                                          | ?                                          |
| 2000 | 2000                                       |                                            | ?                                          | ?                                          |
| 2008 | 2008                                       |                                            | 2.764                                      | 2.764                                      |
| 2011 | 2011                                       |                                            | 2.748                                      | 2.748                                      |
| 2015 | 2015                                       |                                            | 2.721                                      | 2.721                                      |
| 2018 | 2018                                       |                                            | 2.714                                      | 2.714                                      |
| Datenquelle: Historisches Gemeindeverzeichnis für Hessen: Die Bevölkerung der Gemeinden 1834 bis 1967. Wiesbaden: Hessisches Statistisches Landesamt, 1968. Weitere Quellen: LAGIS; nach 1970: Gemeinde Hünfelden; Zensus 2011 |                                            |                                            |                                            |                                            |

Einwohnerstruktur 2011
Nach den Erhebungen des Zensus 2011 lebten am Stichtag dem 9. Mai 2011 in Dauborn 2748 Einwohner. Darunter waren 93 (3,4 %) Ausländer.
Nach dem Lebensalter waren 552 Einwohner unter 18 Jahren, 1140 zwischen 18 und 49, 582 zwischen 50 und 64 und 474 Einwohner waren älter.
Die Einwohner lebten in 1125 Haushalten. Davon waren 300 Singlehaushalte, 324 Paare ohne Kinder und 399 Paare mit Kindern, sowie 87 Alleinerziehende und 15 Wohngemeinschaften. In 319 Haushalten lebten ausschließlich Senioren und in 783 Haushaltungen lebten keine Senioren.
 Historische Religionszugehörigkeit
| • 1885: | 1320 evangelische (= 97,85 %), 10 katholische (= 0,74 %) und 19 jüdische (= 1,41 %) Einwohner |
| • 1961: | 1368 evangelische (= 84,55 %) und 227 (= 14,03 %) katholische Einwohner                       |

## Kultur und Sehenswürdigkeiten

### Vereine
Trotz der vergleichsweise geringen Größe gibt es in Dauborn drei Sportvereine: den RSV Viktoria 1913, in dem die Sportarten Fußball, für Herren und für Damen, und Tischtennis praktiziert werden, und den TV Dauborn, der neben Turngruppen auch Tennis, Basketball und ein Blasorchester anbietet. Der dritte motorsportbezogene Verein ist das Auto Cross Team (ACT) Dauborn, welcher an der deutschen Rallycross-Meisterschaft teilnimmt und an der Bundesautobahn 3 den Daubornring als Cross-Strecke betreibt.
Darüber hinaus gibt es die im Jahr 1906 gegründete Freiwillige Feuerwehr Dauborn (seit 10. August 1975 mit Jugendfeuerwehr), den Förderverein für das Schwimmbad, die Pfadfinder des VCP Ansgar, den Judoclub Hünfelden, Ortsgruppen von Landfrauen und Naturschutzbund, einen Gartenbau- und Verschönerungsverein, einen Geflügel- und einen Kaninchenzuchtverein.

### Regelmäßige Veranstaltungen
Am ersten Septemberwochenende findet in jedem Jahr von Donnerstag bis Sonntag der „Dauborner Markt“ statt. Er umfasst noch heute einen Vieh- und Krammarkt, in dem seine Ursprünge liegen, die bis in die Mitte des 18. Jahrhunderts zurückgehen, hat sich inzwischen aber zum Volksfest gewandelt.

### Bauwerke

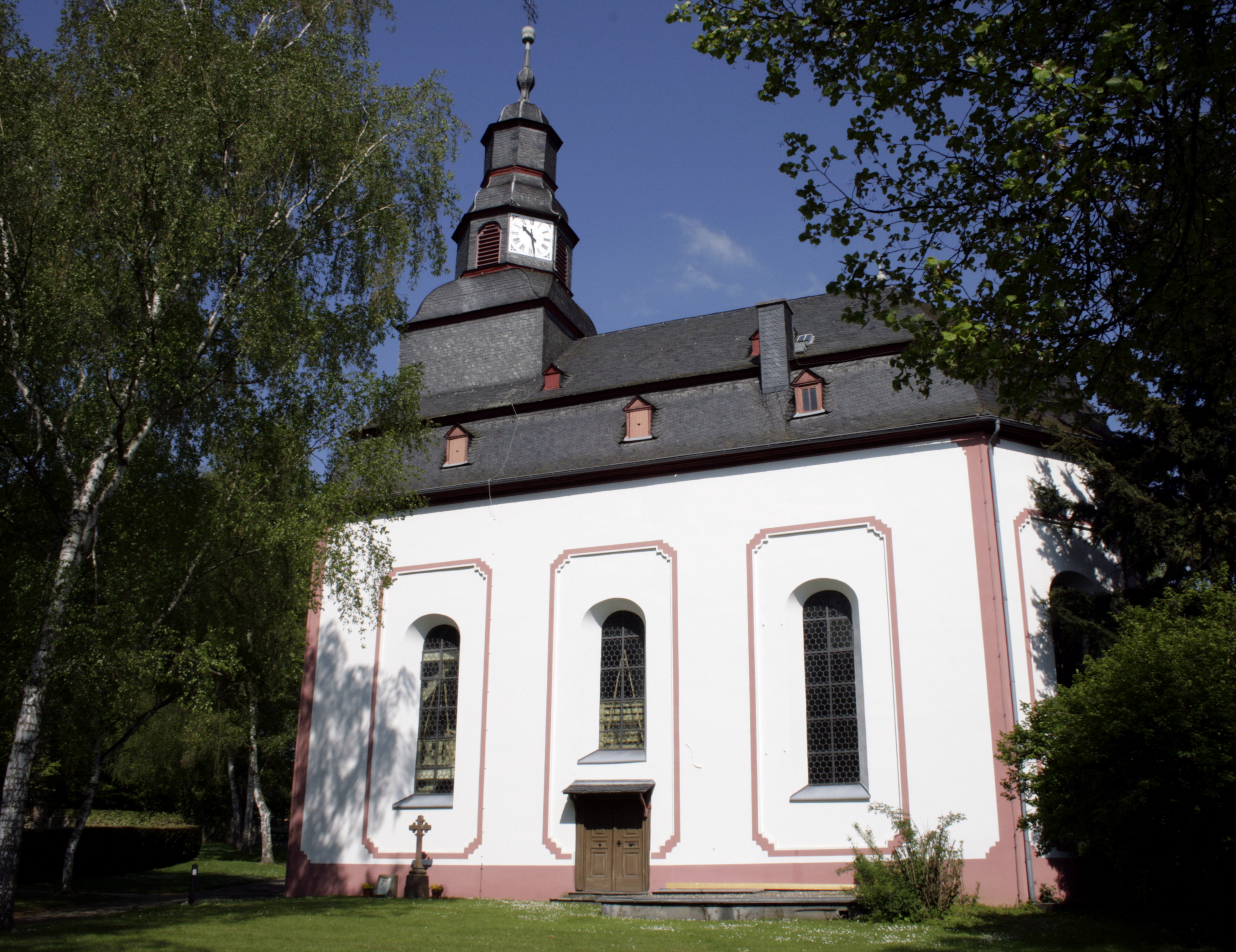
Die Dauborner Kirche
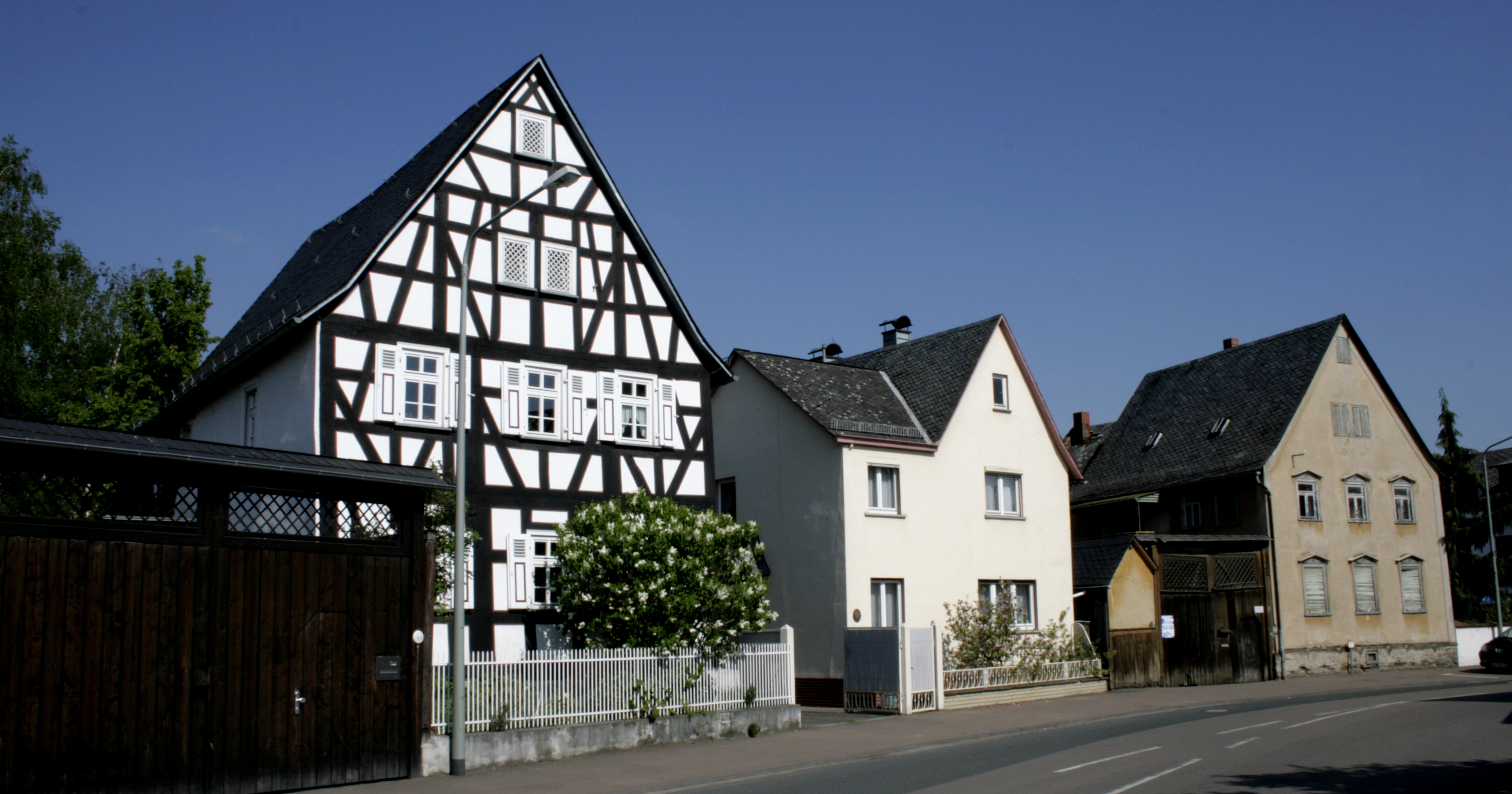
Charakteristische Hofzeile im Ortskern Dauborn
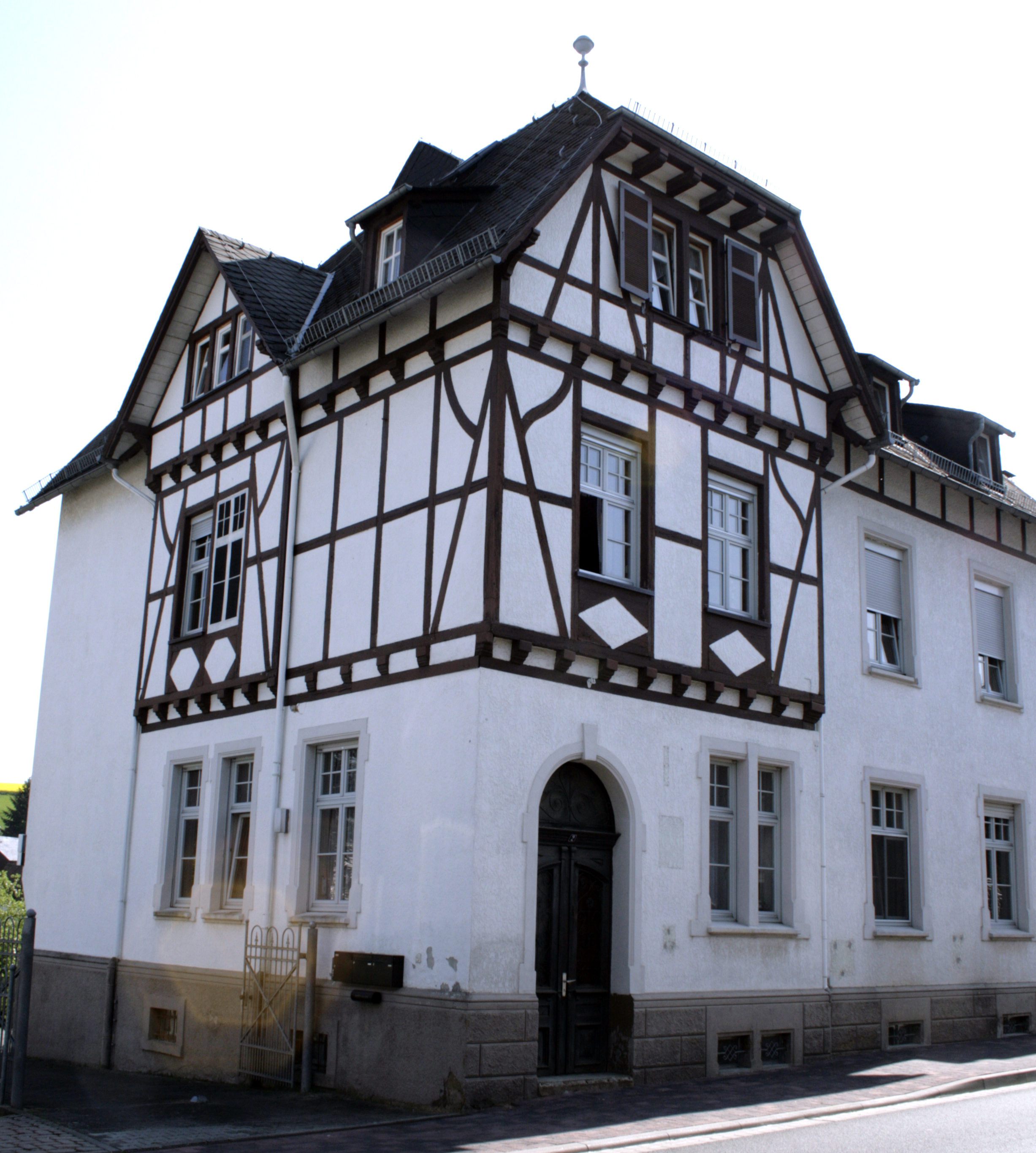
Alte Poststation im ehemaligen Ort Eufingen
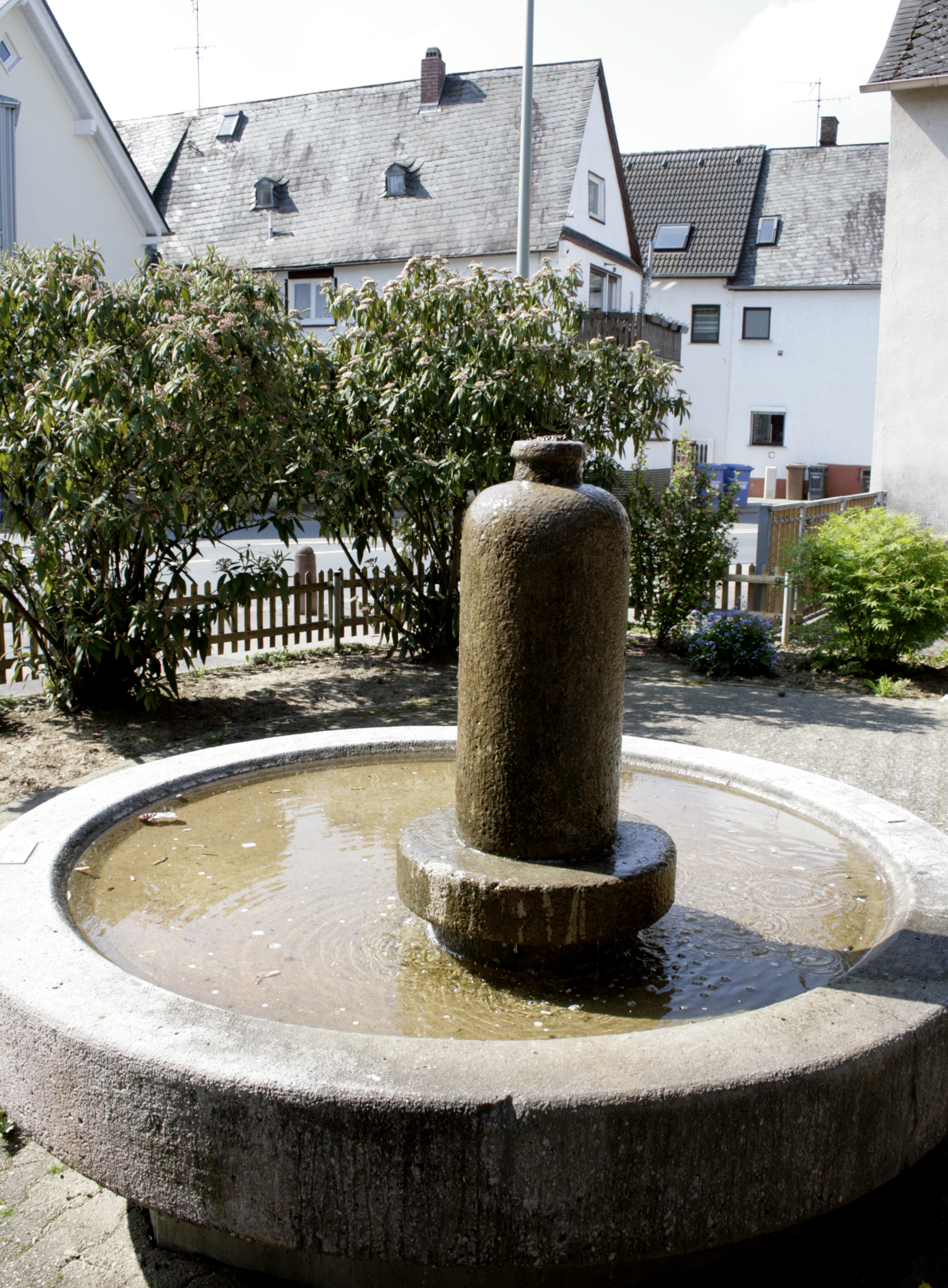
Brunnen in der Form einer traditionellen „Dauborner“-Flasche

## Wirtschaft und Infrastruktur
Dauborn ist weit bekannt für seine jahrhundertelange Kornbrennertradition. Heute gibt es noch sechs Kornbrennereien, die im Betrieb sind. Der dort hergestellte Schnaps ist in der Region als „Dauborner“ bekannt.
Der Ursprung des Dauborner Brennereiwesens liegt im benachbarten Kloster Gnadenthal. In dem zu dieser Zeit bereits säkularisierten Kloster richtete das Fürstentum Oranien-Nassau 1656 eine Kornbrennerei ein. Dauborner Einwohner waren dort zu Diensten verpflichtet und brachten das Wissen um die Brennverfahren mit in ihr Heimatdorf. Ab dem 18. Jahrhundert wurde dort Kornbranntwein in größerem Stil produziert. Nachdem Dauborn mit dem restlichen Nassau durch die Annexion von 1866 preußisch geworden war, bestand zeitweise ein eigenes Zollamt im Ort, das für die Kontrolle der Brennereien und das Eintreiben der Branntweinsteuer zuständig war. Die höchste Anzahl von Brennereien im Ort gab es 1918 mit 99 Betrieben. Der Jahresausstoß aller Brennereien wird für die Mitte des 19. Jahrhunderts auf 500.000 Liter reinen Alkohols geschätzt, derzeit beträgt er vermutlich rund 40.000 Liter.
Der mit der Brennerei verbundene Wohlstand ist noch heute im Ortsbild zu erkennen. Es weist für die Region zahlreiche, einstmals ungewöhnlich repräsentative und große Hofreiten auf.
Seit dem Jahr 1906 sorgt die Freiwillige Feuerwehr Dauborn (seit 10. August 1975 mit Jugendfeuerwehr) für den abwehrenden Brandschutz und die allgemeine Hilfe in diesem Ort.

## Verkehr
Etwa 1 km südöstlich von Dauborn liegt der Flugplatz Dauborn.

## Persönlichkeiten
- Johannes Knapp VI. (1807–1875), Mitglied des nassauischen Parlamentes, des preußischen Landtags (1867–1870, 1873–1875) und des Reichstages 1871–1875 für die Nassauische Fortschrittspartei, Deutsche Freisinnige Partei und Deutsche Fortschrittspartei
- Walter Heimann (1908–1981), Pionier der deutschen Fernseh-Technik
- Werner Heimann (* 1912), Lebensmittelchemiker und Hochschullehrer
- Alwin Knapp (1918–1995), Dermatologe und Humangenetiker
- Edwin Möhn (1928–2008), Entomologe